# Исламабад
Исламаба́д (урду اسلام آباد‎, англ. Islamabad) — столица Исламской Республики Пакистан. Построен в 1960-х годах как плановый город, чтобы заменить Карачи в качестве столицы Пакистана. Культурный, политический и экономический центр страны. Исламабад известен своим высоким уровнем жизни, безопасностью и обильной растительностью.
Согласно данным переписи населения 2017 года, население города составляет 1 014 825 человек. Исламабад является 9-м по величине городом Пакистана, в то время как более крупный мегаполис Исламабад-Равалпинди с населением более четырёх миллионов человек является третьим по величине в стране.
Исламабад расположен на плато Потохар в северо-восточной части страны, между районом Равалпинди и национальным парком Маргалла Хиллс на севере. Исторически этот регион был частью перекрестка Пенджаба и Хайбер-Пахтунхва с перевалом Маргалла, действующим как ворота между двумя регионами.
Генеральный план города, разработанный греческим архитектором Константиносом Апостолоу Доксиадисом, делит город на восемь зон, включая административный, дипломатический анклав, жилые районы, образовательные сектора, промышленные сектора, коммерческие районы, а также сельские и зелёные зоны. Город известен наличием нескольких парков и лесов, в том числе национального парка Маргалла Хиллс и парка Шакарпарян. В городе находятся несколько достопримечательностей, в том числе мечеть Фейсала, самая большая мечеть в Южной Азии и четвёртая по величине в мире. Другие достопримечательности включают в себя Пакистанский монумент и площадь Демократии.
Исламабад — это глобальный город; он классифицирован как город с очень высокий индексом человеческого развития, с ИЧР 0,875, второй по величине в стране после Лахора. Город имеет самую высокую стоимость жизни в Пакистане, и среди его населения преобладают граждане среднего и высшего среднего класса. В городе более двадцати университетов, в том числе Университет Бахрия, Университет Каид-и Азама, Открытый университет Аллама Икбал, Пакистанский институт инженерных и прикладных наук, Университет COMSATS и Национальный университет наук и технологий. Город является одним из самых безопасных в Пакистане и имеет обширную систему наблюдения с 1900 камерами видеонаблюдения.

## Этимология
Город построен в 1960-х годах как специально спланированная столица государства. Название означает «город ислама» («ислам» + абад — «город»), что логически соответствует официальному названию страны — «Исламская Республика Пакистан».

## Географическое положение
Столица Пакистана находится неподалёку от северо-западных окраин Гималаев, на Потварском плато. К северу от Исламабада расположен крупнейший горный узел Азии и всего мира, место пересечения хребтов — Гиндукуш, Памир, Каракорум. Гималаи тянутся восточнее города. Западнее Исламабада протекает река Инд. Центр города располагается на высоте 507 м над уровнем моря.

## Климат
Климат Исламабада является субтропическим, на который сильно влияют сезонные ветры — муссоны, а также предгорное местоположение. Исламабад находится в зоне достаточной влажности, что для Пакистана является редкостью, так как многие зоны страны страдают от засушливого климата. За год в районе столицы выпадает до 900 мм осадков.
Наиболее тёплым месяцем в Исламабаде является июнь (а не июль или август). Причиной этого является наступление муссона в июле-августе, когда обильно выпадают осадки, и средняя температура снижается. Средняя температура июня составляет +31,3 °C. Наиболее холодным месяцем является январь, средняя температура которого составляет +10,2 °C. Характерны тёплые дни и холодные ночи, время от времени в зимние месяцы случаются заморозки, хотя и достаточно редко; иногда выпадает снег, хотя тоже нечасто.
Естественная растительность в пригородах имеет характер опустыненных саванн (чий, полыни, каперсы, астрагалы). Животный мир, окружающий столицу Пакистана, представляют леопарды, дикие бараны и козлы, персидская газель, гиены, шакалы, кабаны, дикие ослы и многочисленные грызуны. Разнообразен мир птиц (орлы, грифы, павлины, попугаи). Много змей.
| Показатель                    | Янв. | Фев. | Март | Апр. | Май  | Июнь | Июль | Авг. | Сен. | Окт. | Нояб. | Дек. | Год  |
| ----------------------------- | ---- | ---- | ---- | ---- | ---- | ---- | ---- | ---- | ---- | ---- | ----- | ---- | ---- |
| Абсолютный максимум, °C       | 33,0 | 34,0 | 34,5 | 40,6 | 46,0 | 50,4 | 45,0 | 42,0 | 40,0 | 39,9 | 33,0  | 31,0 | 50,4 |
| Средний суточный максимум, °C | 17,1 | 19,3 | 24,0 | 29,9 | 35,4 | 37,8 | 34,5 | 33,2 | 33,1 | 29,0 | 24,7  | 19,0 | 28,2 |
| Средняя температура, °C       | 10,2 | 12,9 | 17,9 | 23,5 | 28,9 | 31,3 | 29,7 | 28,8 | 27,2 | 22,4 | 16,4  | 11,7 | 21,7 |
| Средний суточный минимум, °C  | 4,3  | 7,0  | 11,8 | 16,5 | 21,6 | 24,3 | 25,2 | 24,7 | 21,9 | 15,3 | 9,2   | 5,3  | 15,6 |
| Абсолютный минимум, °C        | −2,4 | −0,6 | −1   | 6,0  | 10,0 | 15,0 | 15,0 | 16,2 | 12,1 | 5,0  | −1    | −4,6 | −4,6 |
| Норма осадков, мм             | 53   | 70   | 91   | 57   | 43   | 49   | 212  | 228  | 74   | 24   | 17    | 31   | 947  |
| Источник: Погода и Климат     |      |      |      |      |      |      |      |      |      |      |       |      |      |

## Население
Исламабад — многонациональный город. Официальный язык — урду. Он имеет большое значение как средство межнационального общения и основа литературного творчества. Наряду с ним, в деловой и образовательной жизни столицы распространён английский. В быту урду используется не столь широко (родным его считают около 10 % горожан). Наиболее распространён язык панджаби — это родной язык для 72 % жителей Исламабада. Второе место делят урду и пушту (по 10 % жителей), на остальных языках говорит менее 1 % населения города.
Так как в Пакистане ислам является государственной религией, подавляющее число жителей Исламабада (95,53 %) — мусульмане. Из них большинство — сторонники суннитского направления, также есть шииты. 0,22 % составляют ахмадие (мусульманская община последователей Мирзы Гулама Ахмада). В 1974 году парламент Пакистана принял закон, объявляющий ахмадие не мусульманами. Христиане составляют 1,59 % населения Исламабада, индуисты — 1,6 %.
| 1972   | 1981    | 1998    | 2012      | 2017      |
| ------ | ------- | ------- | --------- | --------- |
| 76 641 | 204 364 | 529 180 | 1 082 262 | 1 014 825 |

## История города
Бассейн Инда — один из древнейших очагов цивилизаций на Земле. Исламабад находится к северу от главных культурных центров, тем не менее, люди населяли окрестности нынешней пакистанской столицы с древних времён. Здесь находится пересечение важнейших торговых путей, связывающих страны Средней Азии, Индийского полуострова и Тибета.
Столь выгодное экономическое положение весьма позитивно сказалось на развитии города-соперника Исламабада — Равалпинди. До появления на карте нынешней столицы этот город занимал доминирующую позицию в регионе.
Возвести новый город было решено в 1959 году. Масштабный проект был разработан к 1960 году, под руководством греческого архитектора Константиноса Доксиадиса. Реализовывался план рядом как иностранных, так и пакистанских специалистов.
Главным городом страны в полной мере Исламабад стал лишь в конце 1960-х годов, когда в новый город из Равалпинди, игравшего роль временной столицы, были перемещены основные правительственные учреждения.
Получив статус столицы с момента рождения, Исламабад быстро развивается. Высокий уровень рождаемости и, как следствие, прироста населения породил перед властями города ряд проблем. Чтобы их решить, власти столицы на данном этапе безуспешно пытаются ограничить приток мигрантов.
В 2008 году на датское посольство в Исламабаде было совершенно террористическое нападение. Погибло 6 человек.

## Культурное значение
Исламабад изначально строился именно как столица государства. Поэтому представляет большой интерес планировка города. В архитектуре Исламабада можно отметить удачное сочетание местных традиций с европейской архитектурной школой. Основная часть города была воздвигнута в период с 1960 по 1980 годы. Из сооружений можно отметить гостиницу «Шахерезада», Мечеть Фейсал, здание парламента. Столица Пакистана — научно-образовательный центр страны. В городе находится крупная Национальная Библиотека, Открытый университет, университет Каид-и-Азам, Институт исламоведения, всемирно известный Институт Ядерных Исследований и Технологий, некоторые другие вузы. В городе расположен Пакистанский монумент и резиденция президента страны Айван-е-Садр. Также в городе имеются следующие достопримечательности: Музей Лок Вирса, Пакистанский музей естествознания, Национальная художественная галерея, Парк Фатима Джинна, Сад Роз и Жасминов.

## Города-побратимы
Исламабад является городом-побратимом следующих городов:
- Анкара, Турция (1982)
- Амман, Иордания (1989)
- Пекин, КНР (1993)
- Сеул, Южная Корея (2008)
- Мадрид, Испания (2010)
- Джакарта, Индонезия (2010)
- Баку, Азербайджан (2024)